# Lago Junior
Lago Junior Wakalible (* 31. Dezember 1990 in Yamoussoukro) ist ein ivorischer Fußballspieler. Seit 2023 steht er bei Racing Santander unter Vertrag.

## Verein
Junior begann seine Karriere in seiner Heit beim Issia Wazi FC. Im Januar 2009 wechselte er nach Spanien zum Erstligisten CD Numancia. Sein Erstligadebüt gab er am 31. Spieltag 2008/09 gegen Atlético Madrid. Zu Saisonende stieg Numancia ab. 2010 wurde er an den Drittligisten SD Eibar verliehen. 2013 wechselte er zum Drittligisten Gimnàstic de Tarragona, mit dem er 2015 in die zweite Liga aufstieg. Im Sommer 2015 wechselte er zum Ligakonkurrenten CD Mirandés und sechs Monate später ging er weiter zum RCD Mallorca. Mit dem damaligen Zweitligisten stieg er zwar 2017 in die Drittklassigkeit ab, schaffte aber anschließend den Durchmarsch zurück bis in die Primera División. Anfang 2022 wurde Junior bis zum Saisonende an den Zweitligisten SD Huesca verliehen. Im Januar 2023 verließ er Mallorca nach 7 Jahren und schloss sich dem FC Málaga an. Mit Malaga stieg er am Ende der Spielzeit 2022/23 in die 3. Liga ab und wechselte daraufhin zu Racing Santander.

## Nationalmannschaft
Am 13. Oktober 2020 gab Junior sein Debüt für die A-Nationalmannschaft der Elfenbeinküste bei einer 0:1-Niederlage im Testspiel gegen Japan.